# Greg Massialas
Gregory „Greg” Massialas (n. 20 mai 1956, Irakleio, Grecia) este un fost scrimer american, acum antrenor național al echipei de floretă masculin a Statelor Unite.

## Carieră
S-a născut în Heraklion, Creta și a crescut în Atena. Familia sa a migrat în Statele Unite când era de zece ani, stabilindu-se în Ann Arbor, Michigan. În copilărie a practicat înot de performanță, apoi s-a apucat de scrimă după ce tatăl său i-a sugerat să găsească un alt sport pe care ar putea să i-l facă în extrasezon. S-a antrenat la Universitatea Cornell sub îndrumarea lui Raoul Sudre și lui Jean-Jacques Gillet, cucerind titlul „All American”. A fost campion național de juniori în 1974 și 1975.
După absolvirea s-a alăturat echipei naționale a Statelor Unite sub conducerea lui Michael D’Asaro. S-a calificat la Jocurile Olimpice de vară din 1980 de la Moscova, dar nu a putut să participe din cauza boicotului decis de guvernul Statelor Unite după invadarea Afganistan. Totuși, el a luat parte la ediția din 1984 de la San Francisco, unde echipa s-a clasat pe locul 5, și la ediția din 1988 de la Seul.
După ce s-a retras din activitate competițională a devenit arbitru internațional la floretă, apoi antrenor de scrimă. În 1998 a înființat clubul Massialas Fundation (MTEAM) în San Francisco. Din 2011 este antrenorul național al echipei de floretă masculin a Statelor Unite, care include fiul său Alexander. Sub conducerea sa echipa a urcat pe locul unu în clasamentul FIE pentru prima dată în istoria, Miles Chamley-Watson a devenit campion mondial în 2013 și Race Imboden a câștigat clasamentul general al Cupei Mondiale în 2015. În 2016 el a fost inclus în Hall of fame-ul scrimei americane.

## Viață personală
Este căsătorit cu Chwan-Hui „Vivian” Chen, care este din Taiwan. Împreună are doi copii, care sunt amândoi floretiști de performanță: Alexander, dublu vicecampion mondial, și Sabrina, campioană mondială de juniori în 2016.

## Legături externe
- en  Massialas Foundation MTEAM Fencing
- en  Biografia pe Hall of fame-ul scrimei americane
- en Greg Massialas la Olympedia.org